# Сущаны (Киевская область)
Суща́ны (укр. Сущани) — село, входит в Кагарлыкский район Киевской области Украины.
Население по переписи 2001 года составляло 549 человек. Почтовый индекс — 09240. Телефонный код — 4573. Занимает площадь 2,717 км². Код КОАТУУ — 3222288201.

## Известные уроженцы
- Трохименко, Карп Демьянович (1885—1979) — украинский советский живописец. Народный художник УССР.

## Местный совет
09240, Київська обл., Кагарлицький р-н, с.Сущани, вул.Трохименка,1